# San Sebastián Gipuzkoa Basket Club
El San Sebastián Gipuzkoa Basket Club és un club de bàsquet de la ciutat de Sant Sebastià (Guipúscoa, País Basc). En la temporada 2016-2017 l'equip professional juga en la lliga LEB Or.

## Història

### Fundació
El club neix el 2001 per una iniciativa de les institucions públiques guipuscoanes i del representant d'esportistes Miguel Santos que van decidir promoure un club nou amb vocació de representar a nivell nacional a Sant Sebastià i a la província de Guipúscoa en el bàsquet professional sota el nom de Donostiako Gipuzkoa Basket. Aquest club tenia intenció de substituir l'històric club de bàsquet local CB Askatuak, que després d'haver participat diverses temporades a la lliga ACB, estava jugant en categories inferiors i tenia molts problemes econòmics.

### Datac GBC a la LEB-2
Amb el patrocini de la cadena de botigues informàtiques Datac, el nou club, sota el nom de Datac GBC comença a caminar a la lliga LEB-2 la temporada 2001-02, ocupant la plaça que per problemes econòmics havia deixat lliure el CB Askatuak. Malgrat que esportivament la temporada fou acceptable, ja que l'equip debutant acaba a la meitat de la taula (11è), al final de la temporada Santos anuncia que el Datac GBC no seguirà la temporada següent per problemes en el patrocini.

### Bruesa GBC, ascens fins a l'ACB
Dos anys després el projecte del Gipuzkoa Basket és reprès i amb el patrocini de la immobiliària Bruesa i el suport de la fundació Kirolgi entre d'altres, el Gipuzkoa Basket Club (l'equip professional del qual es diu Bruesa GBC) torna a participar en la lliga LEB-2. La batuta de l'equip és encarregada a l'entrenador Porfirio Fisac.
Durant la temporada 2004-05 el Bruesa GBC va aconseguir el segon lloc a la lliga Regular, però en el play-off d'ascens va caure en quarts de final davant el La Laguna. No obstant això, l'ascens que no va poder obtenir a la pista el va aconseguir comprant per 144.000 euros una plaça a la lliga LEB, substituint al CB Ciudad de Algeciras.
La temporada del seu debut a la lliga LEB, el Bruesa GBC es va convertir en l'equip revelació. Acabant la temporada en una gran ratxa de joc i resultats, va ocupar la 5a plaça final en la Lliga Regular i en els play-offs va resoldre les seves eliminatòries amb el Drac Inca i el CB León per resultats de 3-0. A l'imposar-se en l'eliminatòria de semifinals al CB León va obtenir automàticament l'ascens a la Lliga ACB. El Bruesa GBC va arrodonir la seva actuació vencent l'1 de juny de 2006 al Polaris Murcia a la final de la Lliga LEB i proclamant-se així campió de la categoria.

### El Bruesa GBC a l'ACB (2006-07)
El Gipuzkoa Basket Club va canviar el seu nom el juliol de 2006, per a adaptar-se a les normes de l'ACB, adoptant el de Sant Sebastián Gipuzkoa Basket Club. Les normes de la Lliga ACB van obligar al club també a buscar una pista amb més aforament, ja que el Pavelló José Antonio Gasca, on jugava, tenia un aforament màxim per a uns 3.000 espectadors i les normes ACB exigien un aforament mínim de 5.000 espectadors per a acceptar a un equip a la Lliga. Per a complir aquesta norma el Bruesa es va mudar a la Plaça de Toros d'Illumbe, recinte amb una capacitat d'11.000 espectadors, que va ser recondicionada com a pista de bàsquet. El canvi va ser un èxit, ja que el nou recinte es va adaptar perfectament a la seva nova funció i els afeccionats guipuscoans, allunyats durant anys del bàsquet d'elit, van acudir en massa a les graderies d'Illumbe. El debutant Bruesa es va convertir en el segon equip amb major afluència de públic i major nombre de socis (gairebé 9.000 socis) de la Lliga ACB, solament superat pel Unicaja de Málaga.
No obstant això, aquest èxit social del Bruesa GBC no es va poder traduir en un èxit esportiu similar. Encara que no va començar malament la temporada i va estar bona part de la mateixa fora dels llocs de descens, el club va acabar pagant la seva inexperiència i va acabar descendint a la Lliga LEB, ocupant l'últim lloc de la categoria. L'Etosa Alacant va acompanyar als bascos en el descens. Porifisio Fisac, després de tres temporades entrenant el club dimiteix en finalitzar la temporada.

### Retorn a l'elit (2007-08)
La directiva del Sant Sebastián Gipuzkoa Basket, va fitxar Pablo Laso com a entrenador i va preparar un projecte destinat a retornar al Bruesa GBC al més aviat possible a la Lliga ACB. El públic va respondre bé, el club va mantenir 6.000 socis, una massa social altíssima per a la Lliga LEB i per sobre de la majoria dels clubs d'ACB.
Durant la temporada l'equip donostiarra va aconseguir el retorn del seu antic jugador franquícia, el pivot nacional David Doblas. El primer objectiu era guanyar la Lliga regular, ja que el títol de dita lliga donava un lloc d'ascens directe a l'ACB. El Bruesa GBC va estar tota la temporada dins de la batalla per aquest lloc, però finalment el CAI Zaragoza va aconseguir el títol. El Bruesa GBC va acabar la temporada en tercer lloc.
S'obria llavors una segona oportunitat, consistent a superar una eliminatòria de quarts de final contra el 8è classificat de la Lliga regular i després disputar una final four a Càceres, que donaria dret a un altre lloc d'ascens. El Bruesa GBC, malgrat que s'havia mostrat irregular al tram final de la lliga, es va mostrar segur en aquesta fase, encara que va superar tots els partits amb resultats ajustats. Va eliminar el Beirasar Rosalía per 2-0; i posteriorment ja en la final four al Club Baloncesto Breogán.
L'1 de juny de 2008 es va imposar a la final del torneig d'ascens disputada al Pabellón Multiusos de Càceres al Tenerife Rural per 81-76 segellant el seu ascens per segona vegada a la Lliga ACB.

### Permanència a l'ACB
La temporada 2008/09 es va plantejar amb l'únic objectiu d'assolir la permanència a la Lliga ACB per a assentar el projecte del Gipuzkoa Basket. Amb Pablo Laso com entrenador i amb l'americà Andy Panko com jugador més destacat, el Bruesa va assolir l'objectiu de la permanència, després de passar gairebé tota la temporada en la zona mitjana-baixa de la classificació però fora dels llocs de descens. Al final de la temporada acabà 12è (de 17 equips participants), amb 11 victòries i 21 derrotes. Entre les victòries de Bruesa aquesta temporada van destacar les obtingudes a Illumbe davant Bilbao Basket i especialment davant el Tau Cerámica en ambdós derbys bascos.
La temporada 2008/09 va ser també la de la retirada de Miguel Santos com a president del club, qui després de dirigir al GBC des de la seva fundació, va donar pas a Gorka Ramoneda com a president del club a partir de març de 2009. Santos va ser nomenat en finalitzar la temporada president honorari del club. A partir de la temporada 2009/10 el patrocinador del primer equip és Lagun Aro.

### Descens a LEB Or
El juliol de 2016 el club va arribar a un acord amb la Diputació Foral de Guipúscoa per no seguir competint a la lliga ACB i inscriure's a la Lliga LEB Or la temporada 2016-2017.

## Historial[2]
| Temporada         | Divisió        | Posició | Balanç | Play-offs       | Copa            |
| Temporada 2001-02 | LEB-2          | 11a     |        |                 |                 |
| Temporada 2002-03 | no va competir | -       |        |                 |                 |
| Temporada 2003-04 | no va competir | -       |        |                 |                 |
| Temporada 2004-05 | LEB-2          | 2a      |        |                 |                 |
| Temporada 2005-06 | LEB            | 1a      |        | Ascens          |                 |
| Temporada 2006-07 | ACB            | 18a     | 8-26   | -               | -               |
| Temporada 2007-08 | LEB            | 3a      |        | Ascens          |                 |
| Temporada 2008-09 | ACB            | 12a     | 11-21  | -               | -               |
| Temporada 2009-10 | ACB            | 14a     | 13-21  | -               | -               |
| Temporada 2010-11 | ACB            | 14a     | 12-22  | -               | -               |
| Temporada 2011-12 | ACB            | 5a      | 19-15  | Quarts de final | Quarts de final |
| Temporada 2012-13 | ACB            | 17a     | 18-26  | -               | -               |
| Temporada 2013-14 | ACB            | 10a     | 16-18  | -               | -               |
| Temporada 2014-15 | ACB            |         |        | -               | -               |
| Temporada 2015-16 | ACB            |         |        | -               | -               |
| Temporada 2016-17 | LEB Or         |         |        | -               | -               |